# Waldhufen
Waldhufen là một đô thị trong huyện Görlitz, bang tự do Sachsen, nước Đức. Đô thị Waldhufen có diện tích 58,64 km², dân số thời điểm ngày 31 tháng 12 năm 2005 là 2769 người.